# Прозрителев, Григорий Николаевич
Прозрителев Григорий Николаевич (4 [16] марта 1849 — 21 ноября 1933) — русский учёный, краевед, общественный деятель.

## Биография
Родился в 1849 году в Ставрополе. Его дед в 1780 году поступил на службу в Тифлисский мушкетёрский полк, а в 1811 году поселился в Ставрополе.
Учился в Ейске, в Кубанской войсковой гимназии, считавшейся в то время лучшей на Кавказе.
В дальнейшем учился в университетах Санкт-Петербурга и Москвы.
После их окончания работал в качестве домашнего учителя в семье генерала Н. И. Свечина (в других источниках упомянут как тайный советник).
Был одним из инициаторов издания и членов редколлегии газеты «Северный Кавказ», выходившей с 1884 по 1906 год. В 1908—1917 годах — редактор и издатель ежедневной «Северокавказской газеты».
24 февраля 1905 года губернским статистическим комитетом по инициативе Прозрителева был учреждён краеведческий музей Северного Кавказа (впоследствии он стал основой Ставропольского государственного краеведческого музея). Григорий Николаевич был организатором и попечителем музея, а также возглавлял созданный им же отдел археологии. С 1918 года заведовал юридическим отделом музея, в 1920 году стал его заведующим.
2 марта 1906 года была основана Ставропольская губернская учёная архивная комиссия под председательством Прозрителева. Член Таврической учёной архивной комиссии.
Дочь — Инна Григорьевна Прозрителева (ум. в 1957), жена поэта Александра Сергеевича Кочеткова (1900—1953).

## Награды и звания
- Орден Святого Станислава 3-й степени[1]
- «Почетный гражданин города Ставрополя» (1990 год)[10].

## Память
Имя Г. Н. Прозрителева носит Ставропольский государственный краеведческий музей.
В 1990 году на его могиле на Успенском кладбище установлен памятник.
На аллее Почётных граждан города Ставрополя сооружена стела с барельефом Г. Н. Прозрителева.

## Произведения
1. Прозрителев Г. «Военное прошлое наших калмык. Ставропольский калмыцкий полк и Астраханские полки в Отечественную войну 1812 года», Ставрополь, Типография губернского правления, 1912.;
2. Сборник сведений о Северном Кавказе. Тома 1—10.
3. Прозрителев Г. К событиям 1905 г. на Ставрополье: Воспоминания очевидца / / Ставрополье. — 1990. — № 5. — С. 97—103.
4. Прозрителев Г. Колыбель города : [отрывки из рукописи краеведа «Путеводитель по городу Ставрополю», посвящ. Крепостной (Соборной) горе]
5. Прозрителев Г. Крепость № 8 : [статья] / Г. Прозрителев / / Ставроп. правда. — 1992. — 20 окт.
6. Прозрителев Г. Н. Путеводитель по городу Ставрополю (на Кавказе) и его окрестностям : Краткие исторические сведения : Геогнозия местности. # Соборная гора. Каменный крест на Соборной горе / Г. Н. Прозрителев / /
7. Прозрителев Г. Н. Путеводитель по городу Ставрополю (на Кавказе) и его окрестностям. Краткие исторические сведения : Городская Дума / Г. Н. Прозрителев / /
8. Прозрителев Г. Н. Путеводитель по городу Ставрополю (на Кавказе) и его окрестностям. Краткие исторические сведения : Кафедральный собор / Г. Н. Прозрителев / /
9. Прозрителев Г. Н. Путеводитель по городу Ставрополю (на Кавказе) и его окрестностям. Краткие исторические сведения : Крест во дворе интендантства. Могилы у креста во дворе интендантства. Двор интендантства и постройки на его площади / Г. Н. Прозрителев / /
10. Прозрителев Г. Н. Путеводитель по городу Ставрополю (на Кавказе) и его окрестностям. Краткие исторические сведения : Могилы у Кафедрального собора / Г. Н. Прозрителев / /
11. Прозрителев Г. Н. Путеводитель по городу Ставрополю (на Кавказе) и его окрестностям. Краткие исторические сведения : Фонарня. Барятинский квер. Соборная лестница / Г. Н. Прозрителев / /
12. Прозрителев Г. Старые кладбища / Г. Прозрителев / / Земля Ставропольская : Альманах «Памятники Отечества».
13. Прозрителев Г. Статья об истории возникновения Ставрополя / Г. Прозрителев / / (Ставропольская крепость).[14]